# 胡頹子瘤節蜱
胡頹子瘤節蜱（学名：Aceria shepherdiae）为節蜱科瘤節蜱屬下的一个种。